# Monomorium abeillei
Monomorium abeillei är en myrart som beskrevs av Andre 1881. Monomorium abeillei ingår i släktet Monomorium och familjen myror. Inga underarter finns listade i Catalogue of Life.